# Lista de episódios de Killing Eve
Killing Eve é uma série de televisão de suspense de espionagem que estreou na BBC America nos Estados Unidos em 8 de abril de 2018. A série é baseada no romance Villanelle de Luke Jennings e segue Eve Polastri (Sandra Oh), uma investigadora de inteligência britânica encarregada de capturar a assassina psicopata Villanelle (Jodie Comer); À medida que a perseguição avança, as duas desenvolvem uma obsessão mútua.
Em 26 de maio de 2019, 16 episódios de Killing Eve foram ao ar, concluindo a segunda temporada da série. Em janeiro de 2020, o programa foi renovado para uma terceira e uma quarta temporada. A terceira temporada da série está programada para estrear em 12 de abril de 2020.

## Resumo
| Temporada | Temporada | Episódios | Episódios | Originalmente exibido | Originalmente exibido |
| Temporada | Temporada | Episódios | Episódios | Estreia da temporada  | Final da temporada    |
| --------- | --------- | --------- | --------- | --------------------- | --------------------- |
|           | 1         | 8         | 8         | 8 de abril de 2018    | 27 de maio de 2018    |
|           | 2         | 8         | 8         | 7 de abril de 2019    | 26 de maio de 2019    |
|           | 3         | 8         | 8         | 12 de abril de 2020   | 31 de maio de 2020    |

## Episódios

### 1.ª temporada (2018)
| N.º na série | N.º na temp. | Título                                                                | Dirigido por   | Escrito por          | Exibição original   | Audiência (milhões) |
| --- | ------------ | --------------------------------------------------------------------- | -------------- | -------------------- | ------------------- | ------------------- |
| 1 | 1            | "Nice Face" "(Rostinho Bonito)"                                       | Harry Bradbeer | Phoebe Waller-Bridge | 8 de abril de 2018  | 0.423               |
| Villanelle psicopata - um jovem e prolífico assassino - deixa um rastro de assassinatos de alto nível em vários países. A oficial do MI5, Eve Polastri, conecta um novo assassinato em Viena a uma série de assassinatos que ela vem pesquisando em seu próprio tempo. Sua teoria de que o assassino é uma mulher é demitida por seus superiores, mas sua entrevista não autorizada com a única testemunha confirma isso. A testemunha é assassinada enquanto estava em um hospital de Londres, junto com uma enfermeira e dois guardas, fazendo com que o MI5 demitisse Eve e seu colega Bill. Impressionada com Eve, Carolyn Martens, chefe da Seção da Rússia do MI6, a recruta para uma tarefa fora dos livros para rastrear o assassino. |              |                                                                       |                |                      |                     |                     |
| 2 | 2            | "I'll Deal with Him Later" "(Lido Com Ele Depois)"                    | Harry Bradbeer | Phoebe Waller-Bridge | 15 de abril de 2018 | 0.371               |
| Após sua missão na Bulgária, Konstantin, gerente de Villanelle, está preocupado com sua crescente imprudência. Ele informa que uma força-tarefa secreta do MI6, liderada por Eve, está investigando sua série de assassinatos. Eve percebe que uma enfermeira que ela viu no hospital antes dos assassinatos pode ser o assassino, e ela recruta Elena e Bill como seus assistentes. Villanelle forma um relacionamento com seu vizinho Sebastien e comete outro assassinato, de um perfumista de sucesso, em um jantar em Paris. |              |                                                                       |                |                      |                     |                     |
| 3 | 3            | "Don't I Know You?" "(Eu Te Conheço?)"                                | Jon East       | Vicky Jones          | 24 de abril de 2018 | 0.388               |
| Villanelle atrai Eve para Berlim usando o nome de Eve enquanto comete outro assassinato, e segue Eve enquanto ela a investiga. Bill vê Villanelle e a segue até uma boate. Antes que Eve possa alcançá-lo, Villanelle esfaqueia Bill repetidamente, matando-o. |              |                                                                       |                |                      |                     |                     |
| 4 | 4            | "Sorry Baby" "(Desculpe Baby)"                                        | Jon East       | George Kay           | 29 de abril de 2018 | 0.503               |
| Konstantin pune Villanelle por seu recente comportamento imprevisível, trabalhando com outros dois agentes: Nadia e Diego. Os três devem assassinar Frank Haleton, ex-chefe do MI5 de Eve, que Eve descobriu que é uma toupeira. Eve e Elena correm para o resgate de Frank, enquanto Villanelle manipula Nadia para matar Diego, e atropela Nadia com seu carro. |              |                                                                       |                |                      |                     |                     |
| 5 | 5            | "I Have a Thing About Bathrooms" "(Eu Tenho Uma Coisa Com Banheiros)" | Jon East       | Phoebe Waller-Bridge | 6 de maio de 2018   | 0.518               |
| Eve e Carolyn levam Frank para uma casa segura, e ele diz a eles que está sendo pago por uma organização-sombra "Os Doze", que usa Villanelle para desestabilização intencional. Há indícios de que Elena e Kenny possam ter um relacionamento romântico. Villanelle invade a casa de Eve para conversar com ela e pega seu telefone, que Villanelle usa para rastrear Frank na casa segura e matá-lo. Konstantin diz a Villanelle que Nadia está viva e precisa ser morta antes que possa ser interrogada. |              |                                                                       |                |                      |                     |                     |
| 6 | 6            | "Take Me to the Hole!" "(Leve-Me ao Buraco!)"                         | Damon Thomas   | George Kay           | 13 de maio de 2018  | 0.537               |
| Eve e Carolyn localizam Nadia em uma prisão de Moscou e podem falar com ela devido à camaradagem de Carolyn com dois oficiais da inteligência russa, um dos quais é Konstantin. Eve e Carolyn oferecem um acordo a Nadia, mas antes que ela possa aceitar, ela é morta por Villanelle, a quem Konstantin havia transferido para a prisão para esse fim. |              |                                                                       |                |                      |                     |                     |
| 7 | 7            | "I Don't Want to Be Free" "(Eu Não Quero Ser Livre)"                  | Damon Thomas   | Rob Williams         | 20 de maio de 2018  | 0.485               |
| Eve investiga Anna, ex-professora de Villanelle, com quem ela teve um relacionamento profundo antes de Villanelle matar o marido. Villanelle é libertada da prisão, conhece seu novo treinador e recebe seu próximo alvo: Konstantin. Villanelle invade a casa de Konstantin, mas ele escapa. Eve descobre que Carolyn secretamente conheceu Villanelle na prisão mais cedo naquele dia, antes de escapar. |              |                                                                       |                |                      |                     |                     |
| 8 | 8            | "God, I'm Tired" "(Deus, Eu Estou Cansada...)"                        | Damon Thomas   | Phoebe Waller-Bridge | 27 de maio de 2018  | 0.701               |
| Konstantin pede ajuda a Carolyn e Eve, confessando que Villanelle está atrás dele. Eve e Konstantin têm um confronto com Villanelle em um café; Villanelle atira em Konstantin e foge. Carolyn despede Eve do MI6, mas Eve rastreia Villanelle até seu apartamento em Paris. Os dois confessam sua obsessão um pelo outro. Eve apunhala Villanelle e Villanelle foge. |              |                                                                       |                |                      |                     |                     |

### 2.ª temporada (2019)
| N.º na série | N.º na temp. | Título                                                                  | Dirigido por        | Escrito por                                   | Exibição original   | Audiência (milhões) |
| --- | ------------ | ----------------------------------------------------------------------- | ------------------- | --------------------------------------------- | ------------------- | ------------------- |
| 9 | 1            | "Do You Know How to Dispose of a Body?" "(Você Sabe Desovar Um Corpo?)" | Damon Thomas        | Emerald Fennell                               | 7 de abril de 2019  | 0.403               |
| Continuando diretamente do final da primeira série, Eve procura o Villanelle ferido. Sem encontrá-la, Eve é chamada de volta a Londres para investigar um caso de assassinato. Villanelle passa por um momento difícil ao passar de um hospital de Paris para Londres. |              |                                                                         |                     |                                               |                     |                     |
| 10 | 2            | "Nice and Neat" "(Bem Arrumadinho)"                                     | Damon Thomas        | Emerald Fennell                               | 14 de abril de 2019 | 0.321               |
| Eve conhece sua nova equipe e deduz que o assassino não é Villanelle, mas um novo assassino que ela chama de "O Fantasma". Villanelle fica perto de Londres, mas tem dificuldade em convencer os moradores de Basildon a ajudá-la. Ela engana um homem, Julian, para levá-la para casa e ajudá-la a curar, mas ele tenta prendê-la em sua casa. Depois de alguns dias, ela foge, matando-o e conhece seu novo treinador, Raymond. |              |                                                                         |                     |                                               |                     |                     |
| 11 | 3            | "The Hungry Caterpillar" "(Uma Lagarta Muito Comilona)"                 | Lisa Brühlmann      | Emerald Fennell, Henrietta & Jessica Ashworth | 21 de abril de 2019 | 0.361               |
| Livrado de Julian, Villanelle recebe ordens para realizar um assassinato limpo como o Ghost. Ela mata seu alvo em um elevador e entrega batom a Eve com o nome "Love in a Elevator" para garantir que Eve saiba quem executou o assassinato. Eve está lutando para equilibrar seu trabalho e seu relacionamento com o marido. |              |                                                                         |                     |                                               |                     |                     |
| 12 | 4            | "Desperate Times" "(Momentos De Desespero)"                             | Lisa Brühlmann      | Emerald Fennell & D.C. Moore                  | 28 de abril de 2019 | 0.459               |
| A contagem de corpos do Ghost é muito maior que o esperado e parece estar baseada em Aaron Peel. Villanelle tenta chamar a atenção de Eve com um assassinato em Amsterdã, mas fica irritado quando Eve não aparece para investigar. |              |                                                                         |                     |                                               |                     |                     |
| 13 | 5            | "Smell Ya Later" "(A Gente Se Vê...)"                                   | Francesca Gregorini | Freddy Syborn                                 | 5 de maio de 2019   | 0.454               |
| Em uma tentativa desesperada de se aproximar de Villanelle, Eve se esforça, contratando Villanelle para fazer o trabalho. O Fantasma é coagido por Villanelle a dar informações sobre quem ordenou o contrato de assassinato. Villanelle conhece Niko e conta sobre ela e Eve em Paris. |              |                                                                         |                     |                                               |                     |                     |
| 14 | 6            | "I Hope You Like Missionary!" "(Espero Que Goste De Papai E Mamãe!)"    | Francesca Gregorini | Jeremy Dyson                                  | 12 de maio de 2019  | 0.402               |
| Niko confronta Eve sobre o que realmente aconteceu em Paris. Com novas informações sobre Aaron Peel, Villanelle se disfarça como uma nova-iorquina chamada Billie para fazer amizade com a irmã de Aaron, Amber, mas há um conflito entre Villanelle e Aaron. |              |                                                                         |                     |                                               |                     |                     |
| 15 | 7            | "Wide Awake" "(Muito Viva)"                                             | Damon Thomas        | Emerald Fennell                               | 19 de maio de 2019  | 0.419               |
| Aaron pede desculpas a Villanelle e a convida para ir a Roma. Villanelle interroga Niko enquanto Eve visita o psicólogo. Em Roma, Villanelle descobre os planos de Aaron, mas Eva fica com ciúmes de seu relacionamento. |              |                                                                         |                     |                                               |                     |                     |
| 16 | 8            | "You're Mine" "(Você é Minha)"                                          | Damon Thomas        | Emerald Fennell                               | 26 de maio de 2019  | 0.367               |
| Villanelle descobre o segredo sombrio de Aaron e diz a 'palavra segura'. Eve se veste como uma faxineira para salvar Villanelle, mas ela salva Eve. Raymond ataca Villanelle, mas ela é salva por Eve. Villanelle e Eve escapam para algumas ruínas romanas e discutem. Villanelle atira em Eve. |              |                                                                         |                     |                                               |                     |                     |

### 3.ª temporada (2020)
| N.º na série | N.º na temp. | Título                                                 | Dirigido por    | Escrito por                    | Exibição original   | Audiência (milhões) |
| --- | ------------ | ------------------------------------------------------ | --------------- | ------------------------------ | ------------------- | ------------------- |
| 17 | 1            | "Slowly Slowly Catchy Monkey" "(Devagar Se Vai Longe)" | Terry McDonough | Suzanne Heathcote              | 12 de abril de 2020 | 0.443               |
| Seis meses após os eventos em Roma, Villanelle se estabeleceu na Espanha e está prestes a se casar. Seu casamento é interrompido pela chegada da ex-assassina Dasha, que a treinou. Dasha pede que Villanelle volte a trabalhar para os Doze, e Villanelle pede para ser promovido ao papel de "Guardião" em troca, o que a tornaria mais poderosa do que Dasha e Konstantin. Para provar sua lealdade, Villanelle tem a tarefa de matar um agitador político local. Enquanto isso, Eve deixou o MI6 e agora trabalha em um restaurante coreano em New Malden, enquanto tenta se adaptar à vida civil. Ela é apoiada por Kenny, que também deixou o MI6 e agora trabalha como jornalista investigador que investiga os Doze de forma independente. Eve concorda em encontrar Kenny para bebidas depois do trabalho, mas encontra seu escritório deserto. Ela descobre o cadáver de Kenny do lado de fora, tendo sido jogado do telhado por um agressor desconhecido. |              |                                                        |                 |                                |                     |                     |
| 18 | 2            | "Management Sucks" "(Administrar é um Saco)"           | Terry McDonough | Anna Jordan                    | 19 de abril de 2020 | 0.342               |
| Eve fica bêbada no funeral de Kenny quando ela descobre que sua morte foi declarada suicídio. Ela tenta acessar o telefone dele, mas é bloqueada pela senha. O chefe de Kenny, Jamie, entra em contato com ela e se oferece para desbloquear o telefone em troca de sua cooperação na investigação da morte de Kenny. Carolyn se aproxima de Eve separadamente, frustrada por não poder investigar a morte de Kenny desde que ela foi colocada em licença de luto. Ela compartilha uma teoria de que Villanelle está ativo novamente, e enquanto Eve inicialmente resiste, ela concorda em ajudar Carolyn. Os dois não sabem que Konstantin os está ouvindo. Enquanto isso, Villanelle é designado para o mentor Felix, um jovem assassino promissor. Eles se infiltram na festa de aniversário das crianças para matar seu alvo, mas Felix diverge do plano e Villanelle o mata. Ela volta para casa e encontra Konstantin esperando por ela, e ele informa que Eve sobreviveu. |              |                                                        |                 |                                |                     |                     |
| 19 | 3            | "Meetings Have Biscuits" "(Reuniões Têm Biscoitos)"    | Miranda Bowen   | Laura Neal                     | 26 de abril de 2020 | 0.334               |
| Eve descobre que Kenny estava investigando registros financeiros e que uma conta bancária em Genebra, usada pelo diplomata chinês Villanelle morto na 1ª temporada, tornou-se subitamente ativa novamente. Carolyn organiza uma reunião com Henrik, um banqueiro suíço e sua antiga chama, para descobrir quem gerencia a conta. A trilha leva a Charles Kruger, um ex-agente russo que desapareceu no final da Guerra Fria. Eve suspeita que Kruger seja o contador dos Doze. Villanelle a segue em um ônibus e os dois brigam brevemente; Villanelle ganha a vantagem, mas Eve a surpreende beijando-a antes de bater nela. Eve percebe que a presença de Villanelle em Londres não é coincidência e acredita que ela está planejando matar Carolyn. Ela tenta avisar Carolyn enquanto visita Kruger, mas é tarde demais. Disfarçado de policial, Villanelle mata Kruger. Eve retorna ao seu apartamento para encontrar um brinquedo de pelúcia recitando uma mensagem gravada de Villanelle. |              |                                                        |                 |                                |                     |                     |
| 20 | 4            | "Still Got It" "(Eu Mando Bem)"                        | Miranda Bowen   | Elinor Cook                    | 3 de maio de 2020   | 0.380               |
| Eve encontra uma conexão entre um assassinato cometido por Villanelle e outra morte em 1974, e fica perturbada com a entrega de um bolo de aniversário enviado por Villanelle. Konstantin persegue a viúva de Kruger e a convence a enviar-lhe um arquivo que Kruger havia reservado como apólice de seguro. Ele viaja para Barcelona e dá a Villanelle informações sobre sua família, prometendo-lhe mais se ela matar a viúva de Kruger. Enquanto isso, Niko deixa a Inglaterra para a Polônia para gerenciar seu TEPT. Eve tenta repetidamente entrar em contato com ele, mas não recebe resposta. Dasha é abordada por um agente dos Doze que a ordena para garantir que Villanelle permaneça focado. Ela segue Niko até a Polônia e rouba seu telefone, usando-o para atrair Eve para sua casa da fazenda. Dasha esfaqueia Niko na frente de Eve, mas permanece escondido da vista. Ela deixa uma mensagem para fazer Eve pensar que Villanelle é responsável quando Villanelle chega à sua cidade natal na Rússia. |              |                                                        |                 |                                |                     |                     |
| 21 | 5            | "Are You From Pinner?" "(Você é de Pinner?)"           | Shannon Murphy  | Suzanne Heathcote              | 10 de abril de 2020 | 0.419               |
| O retorno de Villanelle à casa de sua família na Rússia é recebido com surpresa e suspeita por parte de sua família. Ela se relaciona com seu irmão recluso Pyotr e seu meio-irmão obcecado por Elton John, Bor'ka, e se reúne com sua mãe Tatiana. Ela se instala na vida familiar e por um tempo se diverte. As coisas vêm à tona quando a família visita o Harvest Festival local; Bor'ka entra em uma competição de culinária, mas não vence. Ele confia em Villanelle que Tatiana o envergonhou por tê-la embaraçado depois. Villanelle confronta Tatiana por ter abandonado Villanelle em um orfanato quando criança. Tatiana exige que ela saia antes de alegar que o pai de Villanelle, a quem ela adorava, estava de fato com medo dela. De coração partido, Villanelle mata Tatiana antes de explodir a casa, poupando apenas Bor'ka e Pyotr. Villanelle deixa dinheiro para Bor'ka comprar ingressos para um show de Elton John e foge a bordo de um trem, onde começa a chorar e dançar em seu assento ao som da música em seus fones de ouvido. |              |                                                        |                 |                                |                     |                     |
| 22 | 6            | "End of Game" "(Fim de Jogo)"                          | Shannon Murphy  | Krissie Ducker                 | 17 de maio de 2020  | 0.340               |
| Villanelle é promovido a Keeper por Hélène, um agente dos Doze, e ordenado a matar um político romeno. Desapontada e frustrada por o trabalho não ser diferente, ela se aproxima de Konstantin e pede para se juntar ao seu plano de fugir. Konstantin está relutante porque sua filha Irina a odeia. Villanelle ajuda Irina a cortar aulas e se relacionar com ela por causa do desgosto compartilhado por suas mães. Konstantin é transferido para investigar a morte de Kruger por Paul, que não sabe que ele é responsável. Carolyn continua sua investigação sobre a morte de Kenny e fica chocada ao saber que Kenny acreditava que Konstantin era seu pai. Enquanto isso, Niko sobrevive à facada e rejeita Eve. Eve deduz que Villanelle não o esfaqueou porque estava ocupada matando a viúva de Kruger, e aprende sobre o papel de Dasha no treinamento de Villanelle. Ela visita Dasha em Barcelona, que a insulta; Eve é imperturbável e diz a Dasha que ela sabe que Dasha esfaqueou Niko. Dasha retorna ao seu apartamento, onde encontra um Villanelle ferido. Villanelle admite que quer escapar da vida de um assassino de aluguel. Konstantin se prepara para fugir com Irina, mas fica horrorizada quando ela dirige um carro para atropelar seu padrasto.                                     |              |                                                        |                 |                                |                     |                     |
| 23 | 7            | "Beautiful Monster" "(Lindo Monstro)"                  | Damon Thomas    | Laura Neal                     | 24 de maio de 2020  | 0.357               |
| Villanelle se encontra com Hélène sobre seu compromisso com o trabalho. Villanelle pede outra tarefa em seu lugar. Ela e Dasha viajam para Aberdeen para matar um empresário americano em um campo de golfe. Villanelle constantemente antagoniza Dasha, enquanto atraem o americano para a floresta. Villanelle acerta Dasha na cabeça com um taco de golfe e a deixa morta. Eve rastreia o cartão de crédito de Villanelle até Aberdeen e encontra Dasha semi-consciente na floresta. Dasha admite esfaquear Niko e Eve é tentada a matá-la de pé em seu peito. O assessor de Carolyn, Mo, descobre algo que liga Paul aos Doze, mas ele é morto por Rhian, um assassino dos Doze. Enquanto isso, Konstantin fica frustrado com sua incapacidade de libertar Irina da prisão. Ele retorna à Inglaterra e é chamado por Villanelle para buscá-la depois que ela ataca Dasha. Enquanto se preparam para embarcar em um trem, ele começa a ter um ataque cardíaco. Villanelle promete voltar para ele, mas ela o abandona e ele é encontrado por Eve. Ele acorda e se recupera no hospital e encontra Dasha na cama ao lado dele. |              |                                                        |                 |                                |                     |                     |
| 24 | 8            | "Are You Leading or Am I?" "(Você Conduz ou Eu?)"      | Damon Thomas    | Suzanne Heathcote & Laura Neal | 31 de maio de 2020  | 0.393               |
| Villanelle se aproxima de Carolyn e se oferece para se tornar um informante do MI6; Carolyn a rejeita quando ela não pode fornecer nenhuma informação. Villanelle então se aproxima de Eve e pede que ela recupere um pacote que Konstantin havia escondido para ajudá-lo a escapar. A reunião é interrompida pela chegada de Rhian, que convoca Villanelle para conhecer Hélène. Villanelle mata Rhian e volta para encontrar Eve. Konstantin sai do hospital e discute com Dasha sobre o manejo de Villanelle. O estresse faz com que Dasha morra de um ataque cardíaco. Konstantin chega a Eve antes de Villanelle quando Paul o chama e exige vê-lo. Eles chegam à casa de Paul e encontram Carolyn segurando-o com uma arma e Villanelle se junta a eles. Tendo visto um vídeo de Kenny e Konstantin no dia em que Kenny morreu, Carolyn exige uma explicação de Konstantin. Ele afirma que tentou recrutar Kenny para os Doze para salvá-lo, mas Kenny ficou com medo e morreu. Carolyn é tentada a matá-lo, mas poupa-o e mata Paul. Ela conclui que nunca será capaz de parar os Doze. Eve e Villanelle partem juntos e admitem que trazem o pior um do outro, mas, mesmo assim, são unidos. Eles fazem um pacto para ir embora e nunca mais se vêem, mas os dois param de andar e olham um para o outro. |              |                                                        |                 |                                |                     |                     |

## Audiência

### 1.ª temporada
| № | Título                           | Exibição original   | Rating/share (18–49) | Audiência (em milhões) | Audiência em DVR (milhões) | Audiência total (em milhões) |
| - | -------------------------------- | ------------------- | -------------------- | ---------------------- | -------------------------- | ---------------------------- |
| 1 | "Nice Face"                      | 8 de abril de 2018  | 0.10                 | 0.423                  | 0.348                      | 0.771                        |
| 2 | "I'll Deal With Him Later"       | 15 de abril de 2018 | 0.07                 | 0.371                  | 0.397                      | 0.769                        |
| 3 | "Don't I Know You?"              | 22 de abril de 2018 | 0.08                 | 0.388                  | N/A                        | N/A                          |
| 4 | "Sorry Baby"                     | 29 de abril de 2018 | 0.11                 | 0.503                  | 0.475                      | 0.978                        |
| 5 | "I Have a Thing About Bathrooms" | 6 de maio de 2018   | 0.13                 | 0.518                  | N/A                        | N/A                          |
| 6 | "Take Me to the Hole!"           | 13 de maio de 2018  | 0.14                 | 0.537                  | 0.536                      | 1.073                        |
| 7 | "I Don't Want to Be Free"        | 20 de maio de 2018  | 0.11                 | 0.485                  | N/A                        | N/A                          |
| 8 | "God, I'm Tired"                 | 27 de maio de 2018  | 0.13                 | 0.701                  | 0.633                      | 1.335                        |

### 2.ª temporada
| № | Título                                  | Exibição original   | Rating/share (18–49) | Audiência (em milhões) | Audiência em DVR (milhões) | Audiência total (em milhões) |
| - | --------------------------------------- | ------------------- | -------------------- | ---------------------- | -------------------------- | ---------------------------- |
| 1 | "Do You Know How to Dispose of a Body?" | 7 de abril de 2019  | 0.10                 | 0.403                  | 0.386                      | 0.790                        |
| 2 | "Nice and Neat"                         | 14 de abril de 2019 | 0.07                 | 0.321                  | 0.445                      | 0.766                        |
| 3 | "The Hungry Caterpillar"                | 21 de abril de 2019 | 0.04                 | 0.361                  | N/A                        | N/A                          |
| 4 | "Desperate Times"                       | 28 de abril de 2019 | 0.12                 | 0.459                  | 0.441                      | 0.900                        |
| 5 | "Smell Ya Later"                        | 5 de maio de 2019   | 0.13                 | 0.454                  | 0.459                      | 0.914                        |
| 6 | "I Hope You Like Missionary!"           | 12 de maio de 2019  | 0.07                 | 0.402                  | 0.493                      | 0.896                        |
| 7 | "Wide Awake"                            | 19 de maio de 2019  | 0.09                 | 0.419                  | 0.477                      | 0.897                        |
| 8 | "You're Mine"                           | 26 de maio de 2019  | 0.08                 | 0.367                  | 0.413                      | 0.780                        |

### 3.ª temporada
| № | Título                        | Exibição original   | Rating/share (18–49) | Audiência (em milhões) | Audiência em DVR (milhões) | Audiência total (em milhões) |
| - | ----------------------------- | ------------------- | -------------------- | ---------------------- | -------------------------- | ---------------------------- |
| 1 | "Slowly Slowly Catchy Monkey" | 12 de abril de 2020 | 0.12                 | 0.443                  | 0.290                      | 0.733                        |
| 2 | "Management Sucks"            | 19 de abril de 2020 | 0.08                 | 0.342                  | 0.297                      | 0.639                        |
| 3 | "Meetings Have Biscuits"      | 26 de abril de 2020 | 0.10                 | 0.334                  | 0.399                      | 0.733                        |
| 4 | "Still Got It"                | 3 de maio de 2020   | 0.11                 | 0.380                  | N/A                        | N/A                          |
| 5 | "Are You From Pinner"         | 10 de maio de 2020  | 0.11                 | 0.419                  | 0.371                      | 0.790                        |
| 6 | "End of Game"                 | 17 de maio de 2020  | 0.10                 | 0.340                  | 0.456                      | 0.796                        |
| 7 | "Beautiful Monster"           | 24 de maio de 2020  | 0.09                 | 0.357                  | 0.464                      | 0.821                        |
| 8 | "Are You Leading or Am I?"    | 31 de maio de 2020  | 0.11                 | 0.393                  | 0.346                      | 0.739                        |